# Kathrin Gabler
Kathrin Gabler (* 1984 in Ingolstadt) ist eine deutsche Ägyptologin. Seit dem 1. Juli 2024 ist sie Professorin für Ägyptologie an der Universität Mainz. Ihre Forschungsschwerpunkte sind Studien zur Arbeitersiedlung Deir el-Medina, Prosopografie, Hieratistik und ägyptische Archäologie.

## Leben und Karriere
Kathrin Gabler studierte Ägyptologie, Klassische Archäologie und Religionswissenschaft an der Ludwig-Maximilians-Universität München und schloss ihr Studium im Jahr 2010 mit dem Magister Artium ab. Sie absolvierte ihre Promotion an derselben Universität unter der Betreuung von Günter Burkard und Hans-Werner Fischer-Elfert im Jahr 2016 (nach einem Aufenthalt an der Universität Leiden während des Promotionsstudiums). Danach forschte und unterrichtete sie an der Universität München, Universität Basel, Humboldt-Universität zu Berlin und Universität Kopenhagen. Von 2023 bis 2024 war sie wissenschaftliche Referentin am Deutschen Archäologischen Institut, Abteilung Kairo, wo ihr die Leitung der Fotothek und des Deutschen Hauses in Theben oblag. Im Jahr 2024 wurde Kathrin Gabler als Nachfolgerin von Ursula Verhoeven-van Elsbergen auf eine Professur für Ägyptologie an der Universität Mainz berufen.
Kathrin Gabler ist Gründungsmitglied und war Mitglied des Gründungsvorstandes des Verbandes der Ägyptologie. 2010 gründete sie mit Alexandra Verbovsek und Gregor Neunert den Münchner Arbeitskreis Junge Aegyptologie (MAJA), der heute als Berliner Arbeitskreis Junge Aegyptologie (BAJA) an der Humboldt-Universität zu Berlin angesiedelt ist.

## Forschung
Kathrin Gabler hat an verschiedenen Grabungsprojekten in Ägypten teilgenommen, unter anderem am Survey des British Museum in Elkab und Hagr Edfu, an den deutschen Ausgrabungen im Kloster Dair al-Bachīt in Dra Abu el-Naga. Seit 2024 arbeitet sie am Tempel des Amenophis III. in Kom el-Hettân und ist seit 2025 Co-Direktorin des Projekts The Colossi of Memnon and Amenhotep III Temple Conservation Project. Das Deutsche Haus in Luxor wird ab 2024 weiterhin als Gemeinschaftsprojekt zwischen dem Deutschen Archäologischen Institut und der Universität Mainz koordiniert.
Seit 2020 leitet Kathrin Gabler die Untersuchung und Restaurierung des thebanischen Grabes TT217 als Teil einer Mission des Institut français d’archéologie orientale.
In Jahren 2019–2023 war Gabler am Projekt Crossing Boundaries tätig (ein Partnerschaftsprojekt zwischen Universitäten Basel und Lüttich sowie dem Museo Egizio), in dessen Rahmen Papyri aus Deir el-Medina im Museo Egizio in Turin bearbeitet wurden.
In ihrer als Monografie veröffentlichten Doktorarbeit untersucht Gabler das Versorgungspersonal von Deir el-Medina, stellt Daten zu einzelnen Berufen zusammen und zeigt Muster der sozialen Mobilität in der Gemeinschaft auf. Die im Rahmen der Recherche erstellten Dokumentenlisten für das Versorgungspersonal sind als Teil der Datenbank Deir el-Medina Database in Open Access zugänglich gemacht. Laut Anne Austin ist das Buch von Gabler ein wesentlicher Beitrag zum Verständnis des Servicepersonals von Deir el-Medina. Hanane Gaber zufolge, schließt das Buch eine Lücke im Wissen über das Personal von Deir el-Medina.
Darüber hinaus hat Gabler mehr als 20 Aufsätze publiziert, in denen neue Texte veröffentlicht und verschiedene Aspekte des Lebens in Deir el-Medina und allgemein im Ägypten des Neuen Reichs erforscht werden.

## Schriften (Auswahl)
- Kathrin Gabler: Who’s who around Deir el-Medina. Untersuchungen zur Organisation, Prosopographie und Entwicklung des Versorgungspersonals für die Arbeitersiedlung und das Tal der Könige (= Egyptologische Uitgaven. Band 31). Peeters, Leiden / Leuven 2018, ISBN 978-90-6258-231-0.
- Kathrin Gabler: Outside the Box. Selected papers from the conference "Deir el-Medina and the Theban Necropolis in Contact". Hrsg.: Andreas Dorn, Stéphane Polis. Presses Universitaires de Liège, Liege 2018, ISBN 978-2-87562-166-5, Can I stay or must I go? Relations between the Deir el-Medina community and their service personnel, S. 157–189 (englisch).
- Kathrin Gabler: Decoding Signs of Identity. Egyptian Workmen's Marks in Archaeological, Historical, Comparative and Theoretical Perspective. Hrsg.: B. J. J. Haring, K. V. J. van der Moezel, D. M. Soliman. Peeters, Leiden / Leuven 2018, ISBN 978-90-429-3705-5, Methods of Identification Among the Deir el-Medina Workmen and their Service Personnel: The Use of Names, Titles, Patronyms and Identity Marks in Administrative Texts from Deir el-Medina, S. 191–218 (englisch).
- Kathrin Gabler, Anne-Claire Salmas: Deir el-Medina: through the kaleidoscope. Proceedings of the international workshop, Turin 8th-10th October 2018. Hrsg.: Susanne Töpfer, Paolo Del Vesco, Federico Poole. Museo Egizio, Modena / Torino 2022, ISBN 978-88-570-1830-0, "Make yourself at home": some "house biographies" from Deir el-Medina, with a special focus on the domestic (and funerary) spaces of Sennedjem's family, S. 75–141 (englisch).
- Kathrin Gabler: Stele Turin CGT 50057 (= Cat. 1514) im ikonografischen und prosopografischen Kontext Deir el-Medines: nb.t-pr Mw.t(-m-wjꜣ) (vi) im Spannungsfeld der Mächte der Taweret und des Seth? In: Rivista del Museo Egizio. 1. Jahrgang, 2017, doi:10.29353/rime.2017.892.
- Rob Demarée, Kathrin Gabler, Stéphane Polis: Ägyptologische "Binsen"-Weisheiten IV: Hieratisch des Neuen Reiches: Akteure, Formen und Funktionen. Akten der internationalen Tagung in der Akademie der Wissenschaften und der Literatur, Mainz im Dezember 2019. Hrsg.: Svenja A. Gülden, Tobias Konrad, Ursula Verhoeven. Steiner, Stuttgart 2022, ISBN 978-3-515-13333-3, A family affair in the community of Deir el-Medina: gossip girls in two 19th dynasty letters, S. 43–126 (englisch).

Gabler ist außerdem Mitherausgeberin von fünf Bänden mit Beiträgen des Münchner bzw. Berliner Arbeitskreises „Junge Ägyptologie“, von der Festschrift für Susanne Bickel sowie von der Open-Access-Buchreihe New Kingdom Hieratic Collections From Around the World.